# Nikola Grmoja
Nikola Grmoja (Metković, 28. srpnja 1981.) hrvatski je političar, saborski zastupnik te jedan od osnivača Mosta.

## Životopis
Rođen je u gradu Metkoviću 28. srpnja 1981. godine u obitelji Stipe i Baldine Grmoje. Završio je Filozofski fakultet u Splitu, studije povijesti i sociologije. Glavni je tajnik Mosta nezavisnih lista, te od 22. siječnja 2016. zastupnik u Hrvatskome saboru u četiri uzastopna saziva.

## Politička karijera

### Parlamentarni izbori 2015./16.
Na hrvatskim parlamentarnim izborima, bio je na listi Mosta nezavisnih lista za ulazak u Sabor.

### Lokalni izbori 2017.
Na Lokalnim izborima 2017., kandidirao se za župana dubrovačko-neretvanske županije, no njegov suparnik Nikola Dobroslavić bio je uspješniji.